# Крис Грабенстайн
Крис Грабенстайн (на английски: Chris Grabenstein) е американски драматург, сценарист и писател на произведения в жанра трилър, криминален роман и детско-юношеска литература. Често е съавтор с писателя Джеймс Патерсън.

## Биография и творчество
Кристофър „Крис“ Алън Грабенстайн е роден на 2 септември 1955 г. в Бъфало, щат Ню Йорк, САЩ. Има четирима братя. Отраства в Бъфало, Сигнал Маунтин, Тенеси, и завършва гимназия в Чатануга. През 1977 г. Университета на Тенеси със специалност комуникация и информация.
След дипломирането си се установява в Ню Йорк, където пише сценарии и участва като импровизационен комик в комедийна група. После в продължение на 20 години пише радио и телевизионни реклами за „Burger King“, „Seven Up“, „Kentucky Fried Chicken“, „Dr Pepper“, и за много други. Първият му директор в рекламната индустрия става писателят Джеймс Патерсън. Издига се до изпълнителен директор по рекламата.
След четири години опити, първата му книга „Tilt-a-whirl“ от поредицата трилъри „Джон Чипак“ е издадена през 2005 г. Главният герой е бивш член на иракската военна полиция и става опитен полицай на брега на Ню Джърси, разследвайки редица престъпления с помощника си – 24-годишния Дани Бойл. Романът е удостоен с наградата „Антъни“, а той посвещава на писателската си кариера.
Заедно произведенията си в криминалния жанр, е автор на множество произведения и поредици за деца и юноши. Голяма част от тях е в съавторство с Джеймс Патерсън.
Един от най-известните му романи е „Бягство от библиотеката на господин Лимончело“. Луиджи Лимончело, гениален създател на игри, е проектирал новата градска библиотека, а пакостникът Кайл Кийли прави всичко възможно да попадне там със специална покана. Само, че библиотеката е като крепост, от която може да се излезе само решаването на редица литературни загадки и пъзели. Книгата става бестселър, удостоена е с наградата „Агата“ и е екранизирана в едноименния филм през 2017 г.
Крис Грабенстайн е бил президент на Нюйоркския клон на Асоциацията на писателите на трилъри на Америка.
Живее със семейството си в Ню Йорк.

## Произведения
частична библиография

### Самостоятелни романи
- The Explorers' Gate (2014)
- The Island of Dr. Libris (2015)
- Word of Mouse (2016) – Джеймс Патерсън
- Pottymouth and Stoopid (2017) – с Джеймс Патерсън
- Laugh Out Loud (2017) – с Джеймс Патерсън
- Katt vs. Dogg (2019) – с Джеймс Патерсън
- Shine! (2019)
- The Smartest Kid in the Universe (2020)

### Серия „Случаите на Джон Чипак“ (John Ceepak)
1. Tilt-a-whirl (2005) – награда „Антъни“
2. Mad Mouse (2006)
3. Whack-a-Mole (2007)
4. Hell Hole (2008)
5. Mind Scrambler (2009)
6. Rolling Thunder (2010)
7. Fun House (2012)
8. Free Fall (2013)

### Серия „Кристофър Милър“ (Christopher Miller)
1. Slay Ride (2006)
2. Hell for the Holidays (2007)

### Серия „Призрачна мистерия“ (Haunted Mystery)
1. The Crossroads (2008) – награда „Агата“
2. The Hanging Hill (2009) – издаден и като „The Demons' Door“ – награда „Агата“
3. The Smoky Corridor (2010) – издаден и като „The Zombie Awakening“
4. The Black Heart Crypt (2011) – награда „Агата“

### Серия „Даниел X“ (Daniel X) – с Джеймс Патерсън
5. Armageddon (2012)
6. Lights Out (2015)

### Серия „Ай, смешно“ (I, Funny) – сДжеймс Патерсън
1. I, Funny (2012)
2. I Even Funnier (2013)
3. I Totally Funniest (2015)
4. I Funny TV (2015)
5. School of Laughs (2017)
6. The Nerdiest, Wimpiest, Dorkiest I Funny Ever (2018)

### Серия „House of Robots“ – сДжеймс Патерсън
1. Bro-Bot (2013)
2. My Brother the Robot (2014)

### Серия „Treasure Hunters“ – сДжеймс Патерсън
1. Treasure Hunters (2013)
2. Danger Down the Nile (2014)

### Серия „Господин Лимончело“ (Mr. Lemoncello)
1. Escape from Mr. Lemoncello's Library (2013) – награда „Агата“
Бягство от библиотеката на господин Лимончело, изд.: „Сиела“, София (2019), прев. Борислав Стефанов
2. Mr. Lemoncello's Library Olympics (2016)
3. Mr. Lemoncello's Great Library Race (2017)
4. Mr. Lemoncello's All-Star Breakout Game (2019)
5. Mr. Lemoncello and the Titanium Ticket (2020)

### Серия „Добре дошли в страната на чудесата“ (Welcome to Wonderland)
1. Home, Sweet Motel (2016)
2. Beach Party Surf Monkey (2017)
3. Sandapalooza Shake-Up (2018)
4. Beach Battle Blowout (2019)

### Серия „Макс Айнщайн“ (Max Einstein) – с Джеймс Патерсън
1. The Genius Experiment (2018)
2. Rebels With A Cause (2019)
3. Saves the Future (2020)

### Новели
- Don't Call Me Christina Kringle (2013)

### Пиеси
- Curiosity Cat (2010)

### Разкази
- The Demon in the Dunes (2010)
- The Unknown Patriot (2018)

### Екранизации
- 1985 1985 Jim Henson's Little Muppet Monsters – ТВ сериал, 1 епизод, съсценарист
- 1986 The Christmas Gift – автор и сценарист
- 2017 Escape from Mr. Lemoncello's Library – ТВ филм по книгата